# Willy Rampf
Wilhelm „Willy“ Rampf (* 20. Juni 1953 in Maria Thalheim) ist ein deutscher Ingenieur.

## Karriere
Willy Rampf studierte an der Fachhochschule München Fahrzeugingenieurwesen und arbeitete 1979 bei BMW in München als Entwicklungsingenieur. Von 1989 bis 1993 arbeitete Willy Rampf für BMW in Südafrika, wo er auch das erste Mal mit der Formel 1 in Kontakt kam. Zuvor interessierte sich Rampf nur für den Motorrad-Sport.
1993 gab Peter Sauber in Kyalami mit seinem eigenen Team Sauber das Formel-1-Debüt. Willy Rampf wurde zu diesem Rennen eingeladen. Ein halbes Jahr später unterschrieb Willy Rampf bei Peter Sauber einen Vertrag als Renningenieur.
Willy Rampf war drei Jahre lang für den Fahrer Heinz-Harald Frentzen und in der Saison 1997 für die Fahrer Nicola Larini, Norberto Fontana und Gianni Morbidelli als Renningenieur zuständig. Nach vier Jahren in der Formel 1 kehrte er zu BMW zurück.
In München leitete er das BMW-Motorrad-Projekt für die Rallye Paris-Dakar. Wieder war Rampf erfolgreich: Der BMW-Pilot Richard Sainct gewann die legendäre Wüsten-Rallye souverän. Ende 1999 startete Willy Rampf seine zweite Karriere bei Sauber-Petronas, wo er am 1. April 2000 die Stelle als Technischer Direktor übernahm und für die Definition des Fahrzeugkonzeptes, die Konstruktion, die Entwicklung sowie für den Fahrzeugeinsatz an der Rennstrecke verantwortlich zeichnete. Willy Rampf war bis April 2010 technischer Direktor; sein Nachfolger wurde James Key. Zwischen August 2011 und August 2016 bekleidete er die Position des Technischen Direktors bei Volkswagen Motorsport, wo er primär für die Entwicklung des WRC-Autos zuständig war. Der VW Polo R WRC gewann mit dem Fahrer Sébastien Ogier und dem Beifahrer Julien Ingrassia zwischen 2013 und 2016 die Titel zur Rallye-Weltmeisterschaft. Gleichzeitig sicherte sich VW in diesen Jahren den Herstellertitel. Als technischer Berater für das Rennen am Pikes Peak 2018 kehrte Willy Rampf zu VW zurück. Am 24. Juni 2018 stellte Romain Dumas in dem VW I.D. R Pikes Peak mit 7:57,148 Minuten einen Streckenrekord am Pikes Peak auf.